# Ignacy Józef Działyński

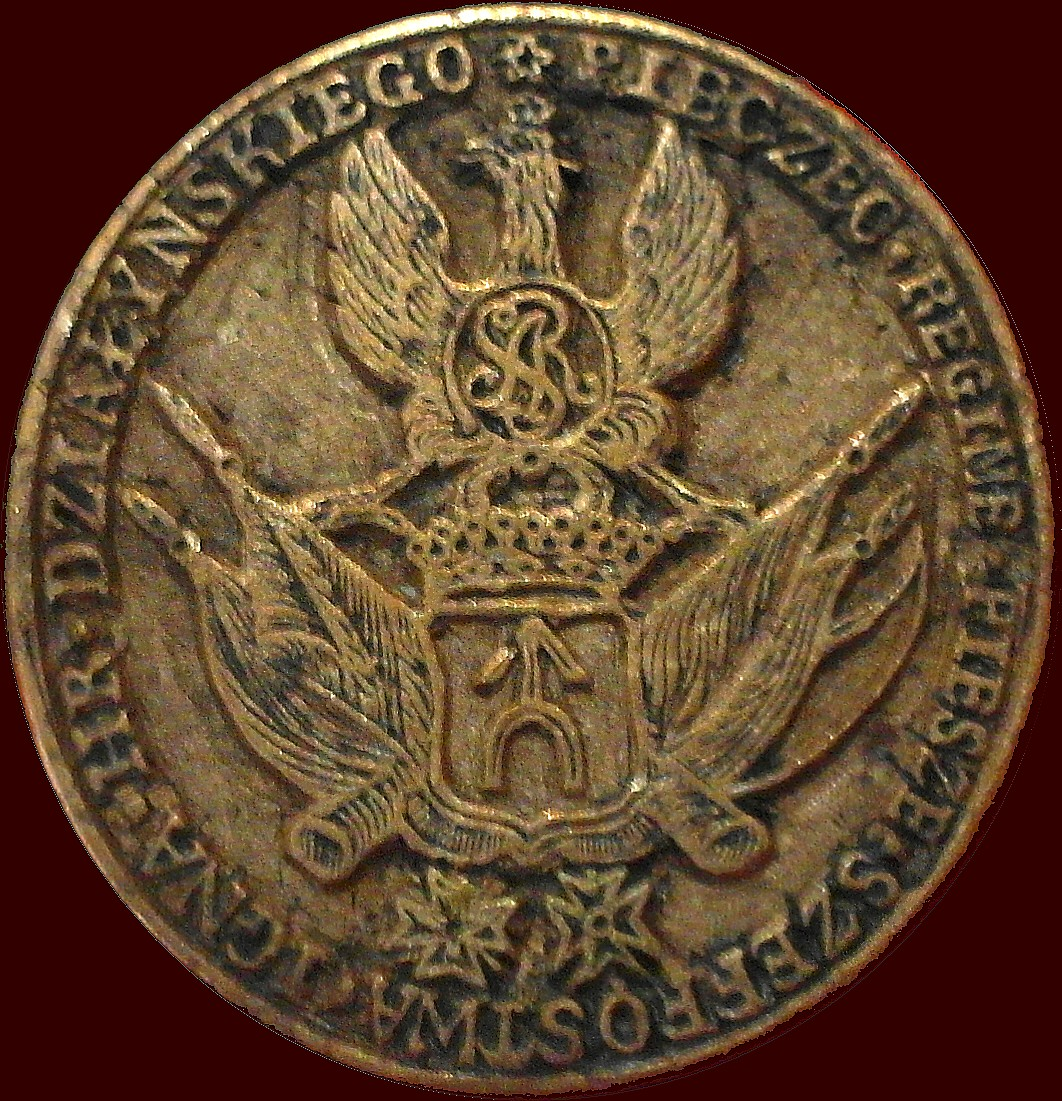
pieczęć 10. Regimentu Pieszego Szefostwa Działyńskich z 1791 roku

Ignacy Józef Działyński herbu Ogończyk (ur. 15 września 1754 w Konarzewie, zm. listopad 1797 w Żytomierzu) – generał major wojsk koronnych, działacz patriotyczny, uczestnik insurekcji kościuszkowskiej, właściciel dóbr ziemskich: Złotowa, Działynia, Konarzewa, Dobrzynia, Sokołowa, Białkowa, Dulska, Kijaszkowa.
Był synem wojewody kaliskiego Augustyna i Anny z Radomickich (córki Jana Antoniego Radomickiego, wojewody inowrocławskiego), miał młodszego brata Ksawerego. W dzieciństwie stracił ojca. Matka powtórnie wyszła za mąż; od tej pory opiekował się nim ojczym – marszałek wielki litewski Władysław Roch Gurowski. Ignacy uczęszczał do szkół u jezuitów w Poznaniu i do Collegium Nobilium jezuitów w Warszawie. W 1784 r. zawarł związek małżeński z kasztelanką bełską Szczęsną Woroniczówną i zamieszkał na Wołyniu.
Poseł na sejm 1778 roku i sejm 1780 roku z województwa kaliskiego. W 1780 r. został rotmistrzem kawalerii narodowej. Z końcem 1788 roku odkupił od generała Aleksandra Mycielskiego dowodzenie 10 regimentem pieszym koronnym, zwanym później Działyńczykami, dawnej Ordynacji Rydzyńskiej. Poseł województwa inowrocławskiego na Sejm Czteroletni w 1790 roku, zwolennik Konstytucji 3 Maja. 29 kwietnia 1791 roku przyjął obywatelstwo miejskie w ratuszu Starej Warszawy. 2 maja 1791 roku podpisał asekurację, w której zobowiązał się do popierania projektu Ustawy Rządowej. Wziął udział w wojnie polsko-rosyjskiej 1792. Podał się do dymisji, jednak później złożył przysięgę wierności konfederacji targowickiej. Jesienią 1793 roku aresztowany i zesłany. W 1794 roku jego oddział brał udział w insurekcji warszawskiej. Potem prowadził działalność konspiracyjną na Wołyniu. Po upadku insurekcji został zesłany na Syberię do Berezowa, przebywając tam przez 18 miesięcy.
Ułaskawiony przez następcę Katarzyny II Pawła I.
Był jednym z zastępców wielkiego mistrza Wielkiego Wschodu Polski.
Kawaler Orderu Orła Białego (1791) oraz Orderu Świętego Stanisława 1788.
Od 11 czerwca 2010 roku patron Gimnazjum Publicznego w Golubiu-Dobrzyniu.